# Hayton Castle
Hayton Castle er en befæstet herregård, der ligger nordøst for landsbyen Hayton i Cumbria, England.
Den blev opført i 1300- eller 1400-tallet som beboelsestårn. I 1500- og 1600-tallet blev den udvidet og ombygget til et hus. Hayton Castle er et simpelt rektangulært hus med vindueer fra tre perioder; 1400-tallet, elisabethiansk tid og georgiansk tid. Den har meget tykke mure og tøndehvælv i kælderen. I 1600-tallet blev den beboet af en gren af huset Musgrave.
I 1967 blev den klassificeret som en listed building af første grad.